# لدو، آسام
لدو (به انگلیسی: Ledo) یک منطقهٔ مسکونی در هند است که در بخش تینسوکیا واقع شده‌است. لدو ۱۵۰ متر بالاتر از سطح دریا واقع شده‌است.